# Felix Mendelssohn
Felix Mendelssohn Bartholdy (Hamburg, 3. veljače 1809. – Leipzig, 4. studenog 1847.), njemački skladatelj i pijanist.
S devet godina debitirao je kao pijanist, a sa 17 napisao svoje majstorsko djelo uvertiru "San ljetne noći". Kao skladatelj postao je slavan u Engleskoj, gdje je više puta gostovao dirigirajući vlastita djela i koncertrirajući na orguljama. Od 1835. glavni je dirigent koncerta "Gewandhaus" u Leipzigu. Tu osniva 1843. konzervatorij, a Leipzig podiže u red glavnih europskih glazbenih središta. Skladao je pet simfonija, razne koncerte, scensku glazbu, oratorije, kantate i solo pjesme.